# Häutligen
Häutligen is een gemeente en plaats in het Zwitserse kanton Bern, en maakt deel uit van het district Bern-Mittelland.
Häutligen telt 248 inwoners.